# Kartell (belgische Politik)
Unter einem Kartell versteht man in der belgischen Politik eine besondere Zusammenarbeit zwischen politischen Parteien. In der Regel geht es dabei um eine gemeinsame Wahlliste und teilweise eine gemeinsame Fraktion. Ferner koordinieren Kartellparteien ihre Politik und treten auch gemeinsam in Regierungen ein. Zur Entstehung von Kartellen hat die Einführung einer Fünf-Prozent-Hürde bei den belgischen Wahlen ab 2002 beigetragen; allerdings gab es das erste Kartell bereits 1912 mit Sozialisten und Liberalen.
In Flandern bestanden unter anderem folgende Kartelle auf föderaler und regionaler Ebene:
- von 2003 bis 2008: Kartell bestehend aus der sozialdemokratischen Socialistische Partij Anders (sp.a) und der linksliberalen Spirit. Letztere war aus der sozialliberal-nationalen Volksunie entstanden, benannte sich mehrmals um und verschwand Ende 2009.
- von 2004 bis 2008: sogenanntes Vlaams Kartel bestehend aus der christdemokratischen Christen-Democratisch en Vlaams (CD&V) und der flämisch-nationalistischen Nieuw-Vlaamse Alliantie (N-VA), die ebenfalls eine Splitterpartei der ehemaligen Volksunie ist.[1]
- von 2004 bis 2007: Kartell bestehend aus der liberalen Vlaamse Liberalen en Democraten (VLD) mit der progressiven-radikaldemokratischen Vivant. Seit 2007 sind Vivant und das liberal-konservative Liberaal Appèl in der VLD aufgegangen, die sich seitdem Open VLD nennt.
- 2007 und 2009: faktisches Kartell bestehend aus der rechtsliberalen Vlaams Liberaal Onafhankelijk Tolerant Transparant und dem rechtsradikalen Vlaams Belang (VB).

Auf frankophoner Seite (Wallonie und Brüssel) ist vor allem das faktische Kartell zwischen dem liberalen Parti réformateur libéral (PRL), dem Franko-Brüsseler Fédéralistes démocrates francophones (FDF) und dem Mitte-rechten Mouvement des citoyens pour le changement (MCC) zu erwähnen. Das Kartell besteht seit 1998 und tritt seit 2003 unter dem gemeinsamen Namen Mouvement Réformateur (MR) an. FDF verließ das Kartell später und tritt seither unter dem Namen Démocrate Fédéraliste Indépendant (DéFI) eigenständig auf.
In der Deutschsprachigen Gemeinschaft bestand das Kartell zwischen der Partei der Deutschsprachigen Belgier (PDB) und den Parteilosen Jugendlichen Unabhängigen (PJU). Beide Parteien sind seit 2008 in der regionalorientierten ProDG aufgegangen.
Auf lokaler Ebene gibt es weitere Kartelle.

## Belege
1. ↑  De Morgen: Geschiedenis van kartel CD&V/N-VA, zuletzt gesehen am 2. März 2010.